# New York City Department of Citywide Administrative Services
Le New York City Department of Citywide Administrative Services (DCAS) est le département du gouvernement de New York pour l'aide aux différentes administrations municipales, prenant en charge le recrutement, gérant les installations gouvernementales et leur fournissant en matériel et équipements . Le département a son siège au One Centre Street, 17th Floor South et est dirigé par Stacey Cumberbatch. 